# Benedicto de Polonia

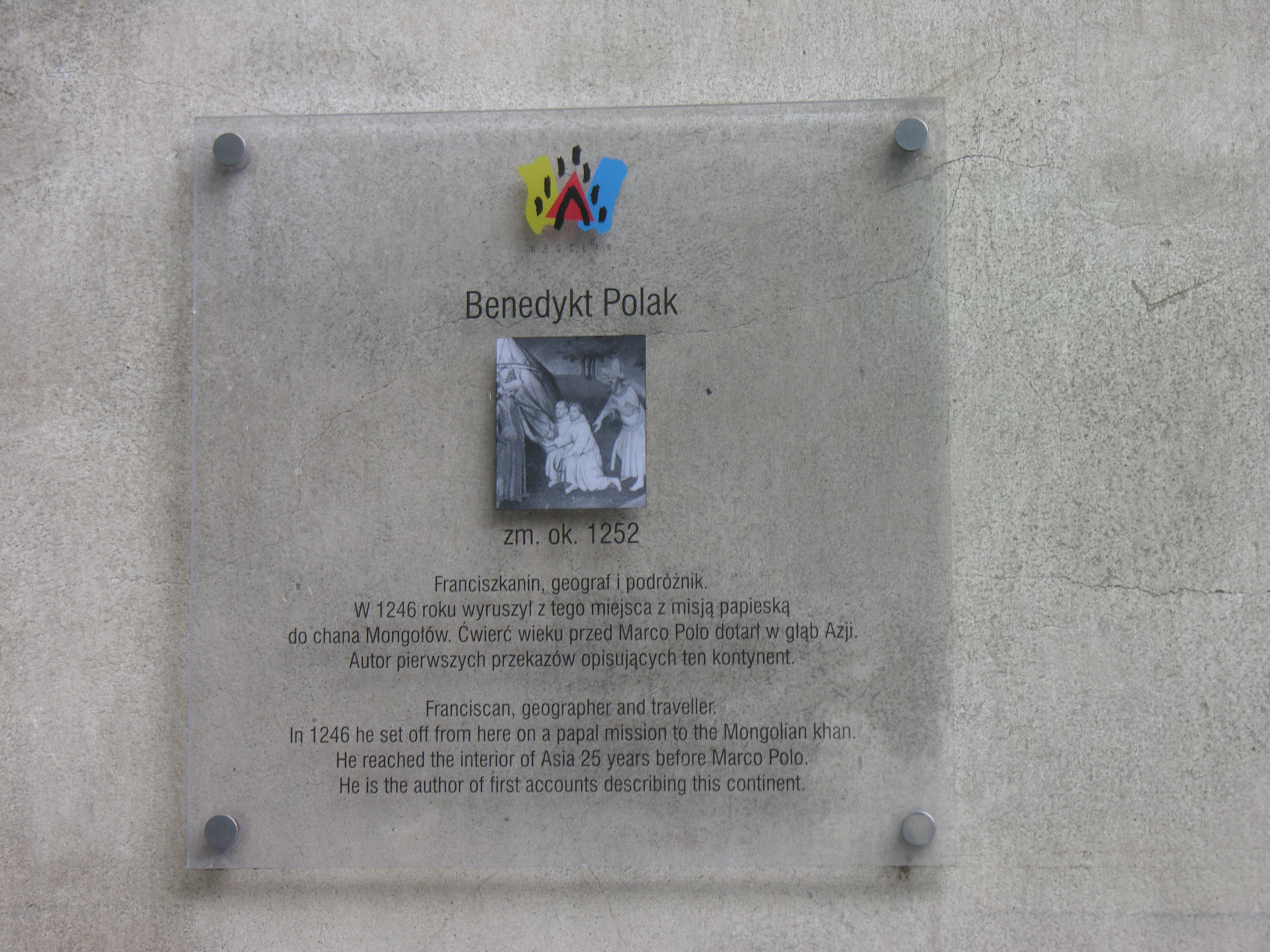
Placa conmemorativa de Benedicto de Polonia en Breslavia.

Benedicto de Polonia (en latín: Benedictus Polonus, en polaco: Benedykt Polak) (aprox. 1200 – aprox. 1280), fraile franciscano, explorador e intérprete polaco. 

## Biografía
Poco se sabe de Benito. Había recibido una educación, y hablaba y escribía en latín, además de saber el idioma antiguo eslavo oriental. Hacia 1236 había ingresado al convento franciscano de Breslau, convirtiéndose en monje. En 1245 el fraile Giovanni da Pian del Carpine hace una parada en el convento, y lo elige a Benito como acompañante e intérprete.
Siendo así, acompañó a Giovanni en su viaje como enviado diplomático del papa Inocencio IV ante el Gran Kan Kuyuk del Imperio Mongol en 1245-1247. Este viaje antecedió al de Marco Polo.
En 1252, Benito participó como testigo en la canonización de san Estanislao de Cracovia.

## Obras
Fue el autor de la breve crónica De Itinere Fratrum Minorum ad Tartaros (Del viaje de los frailes franciscanos a los tártaros), publicada recién en 1839 en Francia, y de la obra Historia Tartarorum (Historia de los tártaros), descubierta y publicada en 1965 por los académicos de la Universidad Yale. El informe de Benedicto es importante, puesto que incluye una copia de la carta del Gran Kan al papa.